# Lockhart River
Lockhart River – miasto w Australii, w stanie Queensland, nad Oceanem Spokojnym.